# Ereignisstudie
Ereignisstudien (englisch event studies) sind in der Wirtschaftsstatistik finanzstatistische Verfahren, mit deren Hilfe überprüft werden kann, ob und wie bestimmte Ereignisse, wie z. B. Aktienrückkaufprogramme, sich auf die Unternehmensbewertung bzw. auf den Börsenkurs (z. B. Aktien- oder Anleihekurse) auswirken. Um den Einfluss eines Ereignisses im Rahmen einer Ereignisstudie zu ermitteln, werden die tatsächlich realisierten Renditen der Wertpapierkurse (Istwerte) mit den erwarteten (normalen) Renditen, die z. B. anhand von Preisen aus einem historischen Zeitraum geschätzt werden können (Sollwerte), zum Ereigniszeitpunkt verglichen. Die erwartete Rendite stellt hierbei das sogenannte „Counterfactual“ dar.
Die Theorie effizienter Kapitalmärkte bildet die theoretische Grundlage für die Methodik der Ereignisstudie. Diese Theorie ist auf den Nobelpreisträger Eugene Fama zurückzuführen. Sie besagt, dass in einem effizienten Markt die Preise von Wertpapieren neue und wertrelevante Informationen unverzüglich widerspiegeln. Eine Preisveränderung infolge eines bestimmten Ereignisses (z. B. die Ankündigung eines Aktienrückkaufprogramms) kann unter der Annahme eines effizienten Kapitalmarktes und bei Abwesenheit konkurrierender wertrelevanter Ereignisse (Engl. confounding events) als Effekt dieses Ereignisses auf den Wertpapierpreis des Unternehmens und folglich als dessen Neubewertung unter Berücksichtigung dieser Information interpretiert werden.

## Methodik
Die Differenz zwischen der realisierten und der erwarteten (normalen) Rendite eines Wertpapierpreises wird als abnormale Rendite (auch Überrendite, Engl. abnormal return oder kurz AR) bezeichnet. Zur Schätzung der erwarteten Rendite, also der Rendite, die man ohne das untersuchte Ereignis hätte erwarten können, stehen unterschiedliche Methoden zur Verfügung. Das Marktmodell (Engl. market model), welches auf einer Regressionsanalyse von historischen Renditen eines Wertpapiers und eines korrespondierenden Wertpapierindex innerhalb eines Schätzfensters (Engl. estimation window) basiert, stellt hierbei eine häufig verwendete Methode dar (siehe z. B. MacKinlay (1997)). Als alternative Berechnungsmodelle werden u. a. das „mittelwertbereinigte Modell“ (Engl. constant mean return model), das Capital Asset Pricing Model (CAPM) sowie Multi-Faktor Modelle verwendet.
Ein Ereignisfenster (englisch event window) definiert dabei den Zeitraum, in dem der potenzielle Einfluss eines Ereignisses erwartet wird bzw. über welchen dieser berechnet werden soll. Wenn die Auswirkung eines Ereignisses auf den Wert eines Unternehmens bzw. dessen Wertpapierpreise sich über mehrere Handelstage erstrecken kann, dann wird der Gesamteinfluss des Ereignisses anhand der kumulierten abnormalen Rendite (Engl. cumulative abnormal return oder kurz CAR) für das gesamte Ereignisfenster von mehreren Handelstagen bestimmt.
Im Rahmen von Ereignisstudien wird üblicherweise der durchschnittliche Einfluss bestimmter Ereignisse auf die Wertpapierpreise für eine Stichprobe von Unternehmen ermittelt, die von solchen Ereignissen betroffen sind. Der durchschnittliche Einfluss auf die Wertpapierpreise aller untersuchten Unternehmen zu einem bestimmten Zeitpunkt (wie dem Tag der Ankündigung des Ereignisses) wird anhand der durchschnittlichen abnormalen Rendite (Engl. average abnormal return oder kurz AAR) bestimmt. Der AAR wird durch die Kumulierung der abnormalen Renditen für alle Unternehmen der Stichprobe zu einem bestimmten Zeitpunkt und deren anschließende Division durch die Anzahl der Unternehmen innerhalb der Stichprobe ermittelt. Der durchschnittliche Gesamteinfluss des betrachteten Ereignisses auf alle Unternehmen innerhalb der Stichprobe für das gesamte Ereignisfenster wird anhand der kumulierten durchschnittlichen abnormalen Rendite (Engl. cumulative average abnormal return oder kurz CAAR) bestimmt. Der CAAR entspricht der Summe der AARs für die gesamte Länge des Ereignisfensters. Alternativ kann der CAAR auch als die Summe der individuellen CARs, die durch die Anzahl der Unternehmen dividiert wird, bestimmt werden. Beide Ansätze führen bei Verfügbarkeit der Preise für das gesamte Ereignisfenster zum gleichen Ergebnis.
Während der CAR-Ansatz überwiegend bei kurzfristigen Ereignisstudien zum Einsatz kommt, werden für langfristige Analysen häufig die sog. „Kaufen-und-Halten abnormale Renditen“ (Engl. buy-and-hold abnormal returns oder kurz BHARs) bestimmt (siehe z. B. Ritter (1991), Barber und Lyon (1997)). Einer „Kaufen-und-Halten Rendite“ liegt dabei der Gedanke zugrunde, dass Investoren üblicherweise ihre Investitionen für einen gewissen Zeitraum halten und nicht an jedem Tag Renditen realisieren. Folglich wird eine „Kaufen-und-Halten Rendite“ beim Erwerb eines Wertpapiers zu Beginn des Ereignisfensters und dessen anschließender Veräußerung am Ende des Ereignisfensters als Produkt von [1 plus Rendite an jedem Tag im Ereignisfenster] minus 1 ermittelt. Der BHAR wird dabei als die Differenz zwischen realisierter und erwarteter „Kaufen-und-Halten Rendite“ bestimmt. Zur Schätzung der erwarteten Rendite wird häufig ein Matching-Ansatz verwendet, bei dem die erwartete Rendite für einen bestimmten Tag der kontemporären Rendite eines Referenzindex, eines Referenzportfolios oder eines Vergleichsunternehmens entspricht (siehe Lyon, Barber und Tsai, (1999)). Im Rahmen von langfristigen Ereignisstudien wird außerdem die Methode der Kalenderzeitportfolios (englisch calendar-time portfolios), die auch als Jensen’s Alpha-Ansatz bekannt ist, herangezogen. Bei dieser Methode wird zunächst ein Portfolio aus Unternehmen, welche von einem bestimmten Ereignis betroffen sind, gebildet. Anschließend wird untersucht, ob dieses Portfolio eine abnormale Rendite aufweist, die nicht durch ein Risikofaktorenmodell (wie z. B. CAPM oder Multi-Faktor Modelle) erfasst wird (siehe u. a. Mitchell und Stafford (2000)).
Im Rahmen einer Ereignisstudie gilt es schließlich zu prüfen, ob die berechneten Renditen statistisch signifikant sind. Zu diesem Zweck können zahlreiche parametrische sowie nicht-parametrische  Testverfahren verwendet werden. Zu diesen Testverfahren gehören beispielsweise der T-Test (Brown und Warner (1980 und 1985)), der Standardized Residual Test (Patell (1976)) und der Generalized Sign Test (Cowan (1992)). Grundsätzlich wird im Rahmen dieser Tests die Validität der Nullhypothese geprüft, dass die abnormalen Renditen (AARs, CAARs) einen Wert von Null aufweisen. Der p-Wert, der für diese Tests bestimmt werden kann, wird dabei mit der vorab festgelegten Irrtumswahrscheinlichkeit für die fälschliche Ablehnung der Nullhypothese verglichen und erlaubt eine schnelle Beurteilung der statistischen Signifikanz der Ergebnisse.
Zusammenfassend kann der typische Ablauf einer Ereignisstudie wie folgt dargestellt werden:
1. Definition des Ereignisses
2. Definition der Stichprobe und der Informationsquellen
3. Definition des exakten Ereigniszeitpunkts
4. Eliminierung von Ereignissen, die zusammen mit anderen bewertungsrelevanten Informationen bekannt wurden
5. Beschaffung erforderlicher Preisdaten
6. Festlegung des Modells für die Bestimmung der erwarteten Renditen
7. Festlegung des Schätz- und Ereignisfensters
8. Berechnung abnormaler Renditen
9. Prüfung statistischer Signifikanz

Eine detaillierte Darstellung der Methodik von Ereignisstudien kann u. a. Brown und Warner (1985), Campbell, Lo und MacKinlay (1997), MacKinlay (1997), McWilliams und Siegel (1997), Kothari und Warner (2008) entnommen werden.

## Arten preisrelevanter Ereignisse
Es kann grundsätzlich zwischen verschiedenen Arten preisrelevanter Ereignisse differenziert werden, welche auf unterschiedliche wertrelevante Informationen zurückgeführt werden können. Unternehmensereignisse, wie beispielsweise Ankündigungen von Aktienrückkaufprogrammen, Unternehmensübernahmen (M&As) oder der Änderungen von Dividenden, stellen die primär anzutreffende Art wertrelevanter Informationen dar. Regulatorische Ereignisse, die z. B. gesetzliche Vorgaben an Unternehmen umfassen, stellen ebenfalls preisrelevante Informationen dar. Ferner sind auch makroökonomische Ereignisse, wie Ankündigungen geldpolitischer Maßnahmen oder andere Nachrichten im Hinblick auf wesentliche Produktionsfaktoren, als eine Art wertrelevanter Informationen zu nennen. Ereignisse, wie Naturkatastrophen oder Fußballweltmeisterschaften, welche zunächst keine ökonomische Natur aufweisen, können ebenfalls preisrelevante Informationen darstellen, weil solche Ereignisse u. a. ökonomische Folgen für bestimmte Unternehmen nach sich ziehen können.
Es wurde bspw. in einer Ereignisstudie die Reaktion auf die Aktienkurse von Fluggesellschaften untersucht, inwiefern sich die vier koordinierten Flugzeugentführungen mit anschließenden Selbstmordattentaten der Terroranschläge gegen die USA von 11. September 2001 ausgewirkt haben (Carter & Simkins, 2004). Man kann auch untersuchen, wie sich Nachrichten (Ankündigung) über wichtige Freihandelsabkommen auf die nationalen Finanzmärkte letztendlich auswirkten (Moser & Rose, 2014).

## Anwendung der Methodik von Ereignisstudien auf andere ökonomische Maße
Ereignisstudien werden überwiegend zur Ermittlung von Aktienrenditen verwendet. Die Methodik findet jedoch auch Anwendung zur Berechnung von Anleiherenditen (Bessembinder u. a. (2009)) und Renditen von Kreditderivaten (Andres, Betzer und Doumet (2013)) sowie zur Bestimmung abnormaler Handelsvolumina (Campbell und Wasley (1996)) und anderer Liquiditätsmaße (Corwin und Schultz (2012)) und zur Ermittlung von Stimmrechtsprämien (Kalay, Karakaş und Pant (2014)).

## Software zur Durchführung von Ereignisstudien
Zur Durchführung von kurzfristigen sowie langfristigen Ereignisstudien, die dabei eine große Anzahl von Ereignissen umfassen können, existieren spezielle Softwarelösungen, welche die Berechnung der abnormalen Renditen sowie zahlreicher korrespondierender Teststatistiken erleichtern. Ereignisstudien können zudem in den gängigen Statistiksoftwarepaketen, wie  Matlab oder Stata vom Anwender selber programmiert werden. Auch für die freie Programmiersprache R gibt es online abrufbare Pakete mit zusätzlichen Funktionen um Ereignisstudien auszuführen. Die Durchführung einer Ereignisstudie ist auch mit Microsoft Excel möglich.

## Ereignisstudien in Gerichtsprozessen
In zivil-, straf- und verwaltungsrechtlichen Gerichtsprozessen können Ereignisstudien als Beweismittel dienen. Damit können beispielsweise der Schaden substantiiert oder die Kausalität zwischen einer Handlung (oder Unterlassung) und eines eingetretenen Schadens bewiesen werden (siehe z. B. Müller (2015) mit weiteren Hinweisen und Beispielen).